# Endless Love (serie televisiva)
Endless Love (Kara Sevda) è una serie televisiva drammatica turca composta da 74 puntate suddivise in due stagioni, trasmessa su Star TV dal 14 ottobre 2015 al 21 giugno 2017.
In Italia la serie è andata in onda su Canale 5 dall'11 marzo 2024 al 4 febbraio 2025.

## Trama
Kemal Soydere è figlio di una famiglia di umili origini; Nihan è la bella figlia dei ricchi Önder Sezin e Vildan Acemzade, e ha anche un fratello gemello Ozan che ama teneramente. Gli affari di Önder stanno lentamente andando in pezzi e, incapace di rinunciare alla sua vita lussuosa, sua madre Vildan spinge Nihan a sposare Emir Kozcuoǧlu, che è infatuato di lei. Ma Nihan è sconvolta dall'idea poiché disprezza Emir, percependolo come spietato e arrogante.
Nel suo ultimo anno di ingegneria mineraria, Kemal incontra Nihan quando la aiuta a comprare un biglietto dell'autobus. I due si innamorano perdutamente a prima vista e Nihan cambia completamente la vita monotona di Kemal. Nonostante la differenza di classe tra loro, riescono a stare insieme, finché Emir non mette in scena un incidente che porta Ozan a uccidere una ragazza. Per evitare che Ozan finisca in prigione, Nihan accetta di sposare Emir. Il giorno successivo, incontra Kemal al porto dove lui le fa la proposta; in lacrime, Nihan rifiuta tristemente la sua proposta di matrimonio e pone fine alla loro relazione. Con il cuore spezzato, Kemal lascia Istanbul e va a Zonguldak per lavorare nelle miniere. Si isola nel lavoro e un giorno, in seguito al suo intervento in un incidente in miniera, Kemal viene promosso e assume una posizione di potere nell'azienda. Cinque anni dopo, Kemal decide di tornare a Istanbul per affrontare il suo passato.

## Puntate
In Turchia la serie è andata in onda su Star TV dal 14 ottobre 2015 al 21 giugno 2017: la prima stagione è stata trasmessa dal 14 ottobre 2015 al 15 giugno 2016, mentre la seconda ed ultima stagione dal 21 settembre 2016 al 21 giugno 2017.
In Italia la serie è andata in onda su Canale 5 dall'11 marzo 2024 al 4 febbraio 2025: la prima stagione è stata trasmessa dall'11 marzo al 30 agosto 2024, mentre la seconda ed ultima stagione dal 30 agosto 2024 al 4 febbraio 2025.
| Stagione         | Puntate | Puntate | Prima TV  | Prima TV  |
| Stagione         | Turchia | Italia  | Turchia   | Italia    |
| ---------------- | ------- | ------- | --------- | --------- |
| Prima stagione   | 35      | 174     | 2015-2016 | 2024      |
| Seconda stagione | 39      | 199     | 2016-2017 | 2024-2025 |

## Personaggi e interpreti

### Personaggi principali
- Nihan Sezin (episodi 1-74), interpretata da Neslihan Atagül, doppiata da Sara Ferranti.
- Kemal Soydere † (episodi 1-74), interpretato da Burak Özçivit, doppiato da Francesco Venditti.
- Emir Kozcuoğlu † (episodi 1-74), interpretato da Kaan Urgancıoğlu, doppiato da Raffaele Carpentieri.
- Zeynep Soydere (episodi 1-74), interpretata da Hazal Filiz Küçükköse, doppiata da Lavinia Paladino.
- Tarık Soydere (episodi 1-74), interpretato da Rüzgar Aksoy, doppiato da Francesco Cavuoto.
- Asu Alacahan, nata Kozcuoğlu (episodi 2-74), interpretata da Melisa Aslı Pamuk, doppiata da Sara Torresan.
- Leyla Acemzade (episodi 1-74), interpretata da Zerrin Tekindor, doppiata da Tatiana Dessi.
- Vildan Acemzade (episodi 1-74), interpretata da Neşe Baykent, doppiata da Carolina Zaccarini.
- Önder Sezin † (episodi 1-35), interpretato da Kürşat Alnıaçık, doppiato da Massimo Ambrosis.
- Ozan Sezin † (episodi 1-36), interpretato da Barış Alpaykut, doppiato da Leonardo Lugni.
- Hüseyin Soydere (episodi 1-74), interpretato da Orhan Güner, doppiato da Giorgio Locuratolo.
- Fehime Soydere (episodi 1-74), interpretato da Zeyno Eracar, doppiata da Emilia Costa.
- Banu Akmeriç (episodi 1-74), interpretata da Çağla Demir, doppiata da Ludovica Bebi.
- Galip Kozcuoğlu (episodi 1-74), interpretato da Burak Sergen, doppiato da Roberto Fidecaro.
- Ayhan Kandarli (episodi 36-74), interpretato da Kerem Alışık, doppiato da Davide Marzi.
- Tufan Kaner † (episodi 1-63), interpretato da Ali Burak Ceylan, doppiato da Sacha De Toni.

### Personaggi secondari
- Hüseyin Ali (episodi 1-35), interpretato da Mehmet Ali Bayhan.
- Sema (episodi 1-35), interpretata da Elif Özkul, doppiata da Alessandra Sani.
- Salih (episodi 1-50), interpretato da Gökay Müftüoğlu, doppiato da Simone Marzola.
- Yasemin (episodi 1-50), interpretata da Nihan Aşıcı, doppiata da Ughetta d'Onorascenzo.
- Eda (episodi 1-50), interpretata da Ece Yaşar.
- Zehir (episodi 12-74), interpretato da Uğur Aslan, doppiato da Paolo Vivio.
- Mercan Komser (episodi 1-55, 62-65, 68), interpretata da Gizem Karaca.
- Hakkı Alacahan † (episodi 1-35), interpretato da Metin Coşkun, doppiato da Riccardo Lombardo.
- Adem (episodi 55-74), interpretato da Barış Kışlak.
- Zehra Tozkan (episodi 36-74), interpretata da Ece Mudessiroğlu, doppiata da Francesca Manicone.
- Deniz Soydere, interpretata da Arven Beren.
- Hakan Demirtas, interpretato da Erhan Alpay.
- Şafak, interpretato da Berk Güneşberk, doppiato da Danny Francucci.
- Müjgan Kozcuoğlu, interpretata da Ayşen İnci, doppiata da Isabella Pasanisi.
- Avvocato (episodio 36), interpretato da Enis Boztepe.
- Hemsire (episodio 41), interpretata da Özgecan Cebek.
- Sitki (episodi 45-46), interpretato da Barış Akkoyun.
- Zehra Tozkan (episodi 46-71), interpretata da Ece Mudessiroğlu, doppiata da Francesca Manicone.
- Mehmet (episodi 51-74), interpretato da Oral Özer.
- Karen,interpretata da Mirka Miroslava Bucak, doppiata da Germana Savo.

## Produzione
La serie è diretta da Hilal Saral, scritta da Özlem Yılmaz e Burcu Görgün e prodotta da Ay Yapım.

### Riprese
Le riprese sono state effettuate interamente a Istanbul, ad eccezione della scena dell'incidente minerario della prima puntata, che è stata girata nel comune di Zonguldak. Il primo titolo previsto per la serie era Düş Bahçesi, ma le riprese sono state interrotte dopo che si è accesa una discussione tra l'attrice Zerrin Tekindor e il regista Volkan Kocatürk sul set della serie. In seguito quest'ultimo, dopo che ha rinunciato a dirigere la serie, è stato sostituito dalla regista Hilal Saral e di conseguenza il titolo è stato modificato in Kara Sevda.

## Distribuzione
Diventata una delle serie turche di maggior successo a livello internazionale, è stata acquistata in oltre 110 paesi e doppiata in più di 50 lingue.
Nel 2016 la serie è stata una tra le prime produzioni turche ad essersi aggiudicata il premio Seoul International Drama Awards in Corea. L'anno successivo, nel 2017, la serie è stata la prima produzione televisiva turca ad essersi aggiudicata l'International Emmy Award. Nel 2021, quattro anni dopo la fine, la serie si è aggiudicata il premio Soap Awards France, durante la quale è stata la seconda serie turca nella storia a ricevere tale premio.
Durante la messa in onda negli Stati Uniti sulla rete televisiva Univision, è diventata la soap opera straniera più vista e allo stesso tempo anche serie turca con il maggior numero di spettatori.

## Colonna sonora
I temi musicali della serie sono tutti composti da Toygar Işįklı.
1. Kokun Hala Tenimde
2. Anlataman (Kemal)
3. İntikam Yemini
4. Unutaman
5. Mucizem
6. Gözlerinin Boğusu
7. Jenerik Müziği
8. Emir'in Öfkesi
9. Emir Kozcuoğlu
10. Kemal (Duvarlarım)
11. Canım Yanıyor
12. Uyan ne Olur
13. Tatlı Güner
14. Biraz Mutluluk İstedim
15. Yıllar Sonra (Leyla)
16. Karanlık
17. Öfke Nöbeti
18. Sadece İkimiz (Nihan & Kemal)
19. Hayatım Paramparça (Zeynep)
20. Tehlikeli Oyun
21. Nefretim Tutkum (Tufan)
22. Ailem
23. Nihan
24. Artık Eski Ben Değilim (Kemal)
25. Tebessümüm
26. Silinmiş Hatıralar
27. Anılarım
28. Ozan
29. Panzehir
30. Racon (Ayhan)
31. Kömur Karası (Maden)
32. Hala Çocuğum
33. Küçük Umutlar (Banu & Tarik)
34. Asu
35. Peşindeyim

La sigla della serie è tratta da quella originale, riproducendo segmenti vari tratti dalle puntate .

## Curiosità
Nel Museo delle cere del Tashkent City Park, in Uzbekistan, sono esposte due figure di Kemal Soydere e Nihan Sezin, i protagonisti della serie, nella parte dedicata a Istanbul.

## Riconoscimenti
Di seguito sono riportati i premi e le candidature assegnati alla serie e agli attori:
- Ayaklı Gazete TV Stars Awards
  - 2015: Premio come Miglior attrice in una serie drammatica a Neslihan Atagül
  - 2015: Premio come Miglior attore in una serie drammatica a Burak Özçivit
  - 2015: Premio come Miglior attrice non protagonista a Zerrin Tekindor
  - 2015: Premio come Miglior attore non protagonista a Kaan Urgancıoğlu
  - 2017: Premio come Miglior attrice non protagonista a Melisa Aslı Pamuk[34]

- Bilkent Television Awards
  - 2015: Premio come Miglior attore drammatico a Burak Özçivit
  - 2017: Candidatura come Miglior attrice a Neslihan Atagül
- Conferenza internazionale sulla salute e sicurezza sul lavoro
  - 2016: Premio speciale per Endless Love (Kara Sevda)[35]

- Golden Object Awards
  - 2016: Premio come Miglior attrice a Neslihan Atagül
  - 2016: Premio come Miglior attrice non protagonista ad Hazal Filiz Küçükköse

- International Emmy Award
  - 2017: Premio come Miglior telenovela per Endless Love (Kara Sevda)[24][25]

- Ege University Media Awards
  - 2016: Candidatura come Miglior attrice a Neslihan Atagül
  - 2016: Candidatura come Miglior attore a Burak Özçivit

- Magazinci.com Internet Media
  - 2016: Premio come Serie dell'anno per Endless Love (Kara Sevda)
  - 2016: Premio come Miglior attrice a Neslihan Atagül
  - 2016: Premio come Miglior attore dell'anno a Burak Özçivit

- Magazinci.com Internet Media Magazine Oscars Awards
  - 2017: Premio come Miglior attrice non protagonista a Zerrin Tekindor

- Müzikonair Awards
  - 2016: Premio come Miglior attrice a Neslihan Atagül

- Kemal Sunal Culture and Art Award
  - 2017: Premio come Miglior serie televisiva a Kerem Çatay
  - 2017: Premio come Miglior attore non protagonista a Uğur Aslan

- KKTC Magazine Gazeteciler
  - 2016: Premio come Miglior attrice televisiva non protagonista ad Hazal Filiz Küçükköse[36]

- KTÜ Media Awards
  - 2016: Candidatura come Attrice più ammirata a Neslihan Atagül

- Pantene Golden Butterfly Awards
  - 2016: Candidatura come Miglior attrice televisiva a Neslihan Atagül[37]
  - 2016: Candidatura come Miglior attore a Burak Özçivit[37]
  - 2016: Candidatura come Miglior coppia televisiva a Neslihan Atagül e Burak Özçivit[37]
  - 2016: Candidatura come Miglior regista a Hilal Saral[37]
  - 2016: Candidatura come Miglior serie televisiva a Kerem Çatay[37]
  - 2017: Candidatura come Miglior attore a Burak Özçivit
  - 2017: Premio come Miglior giovane attrice ad Hazal Filiz Küçükköse
  - 2017: Candidatura come Miglior musica per una serie televisiva a Toygar Işıklı

- Seoul International Drama Awards
  - 2016: Candidatura come Miglior serie drammatica per Endless Love (Kara Sevda)[21]
  - 2016: Candidatura come Miglior attrice a Neslihan Atagül[21]
  - 2016: Premio speciale della giuria a Neslihan Atagül, Burak Özçivit, Hilal Saral e Kerem Çatay[21]

- Soap Awards France
  - 2021: Premio come Miglior telenovela internazionale per Endless Love (Kara Sevda)[26]
  - 2021: Candidatura come Miglior attrice internazionale a Neslihan Atagül[38]
  - 2021: Candidatura come Miglior attore internazionale a Burak Özçivit[39]

- Turkey Youth Awards
  - 2016: Candidatura come Miglior serie televisiva per Endless Love (Kara Sevda)
  - 2017: Candidatura come Miglior serie televisiva per Endless Love (Kara Sevda)
  - 2017: Candidatura come Miglior attrice televisiva a Neslihan Atagül
  - 2017: Candidatura come Miglior attore televisivo a Burak Özçivit
  - 2017: Candidatura come Miglior attore televisivo a Kaan Urgancıoğlu
  - 2017: Candidatura come Miglior attrice televisiva non protagonista ad Hazal Filiz Küçükköse
  - 2017: Candidatura come Miglior regista a Hilal Saral
  - 2018: Candidatura come Miglior attrice televisiva non protagonista ad Hazal Filiz Küçükköse